# آنتونیو کوردرو
آنتونیو خوزه کوردرو کمپیلو (انگلیسی: Antonio José Cordero Campillo؛ زادهٔ ۵ نوامبر ۲۰۰۶) یک بازیکن فوتبال اهل اسپانیا است که برای باشگاه فوتبال مالاگا در پست وینگر بازی می‌کند.
در تاریخ ۴ اکتبر ۲۰۲۴ کوردرو به تیم ملی فوتبال زیر ۱۸ سال اسپانیا دعوت شد.